# Cobario

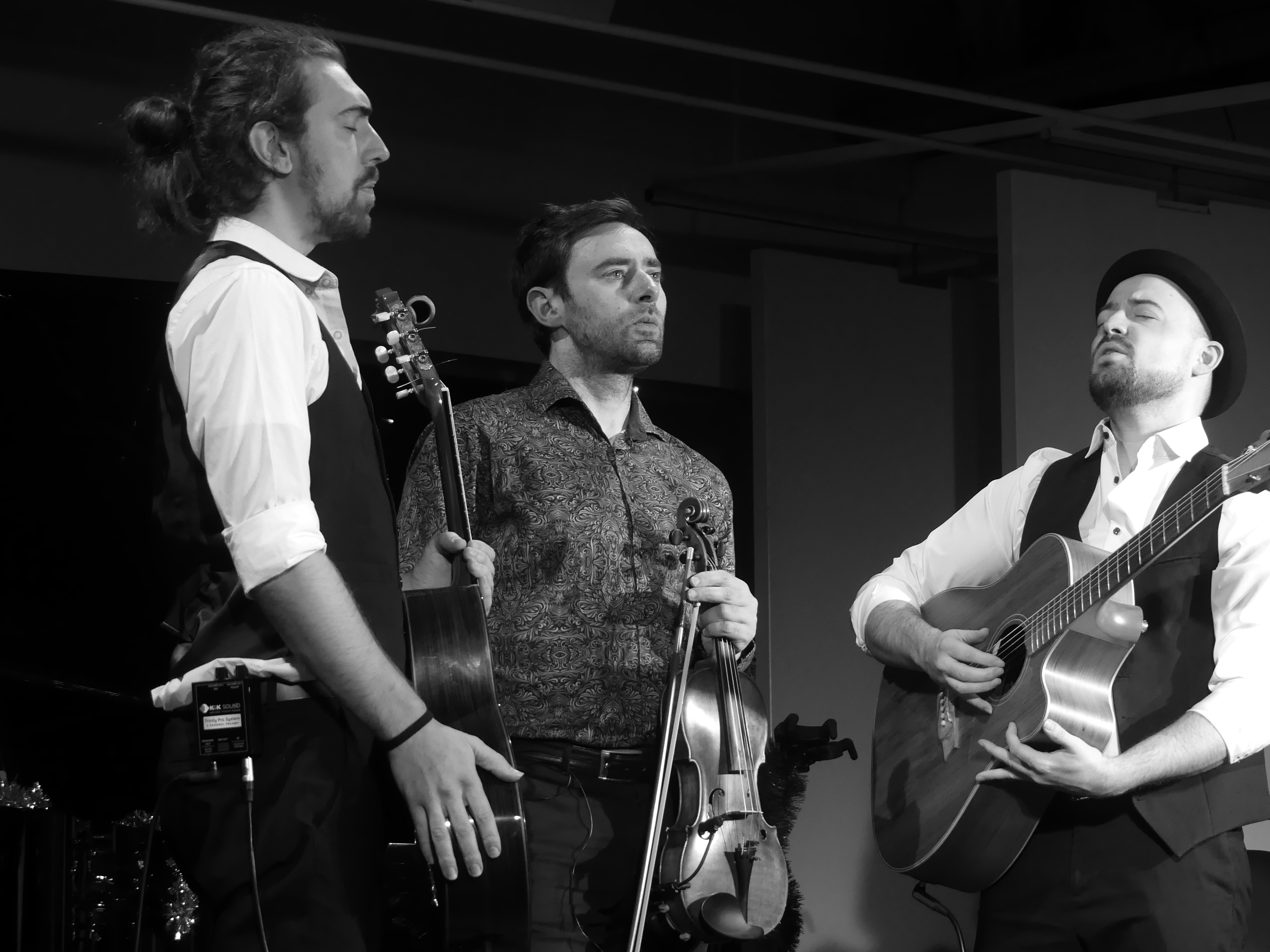
Cobario beim Stück "Weit weg", 2024

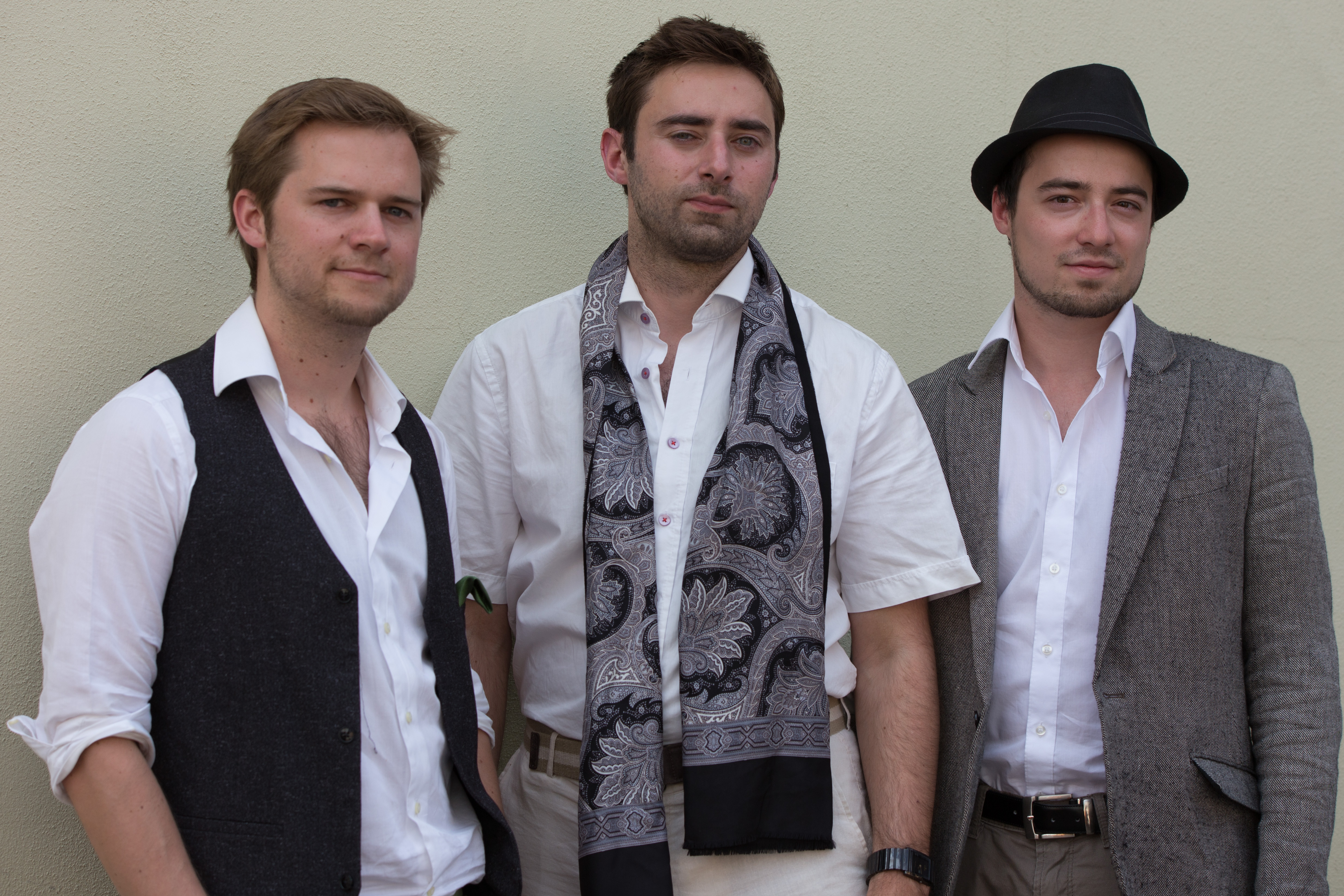
Cobario, 2014

Cobario ist ein österreichisches Instrumental-Trio.

## Geschichte
Die Wiener Gitarristen Mario Chehade alias Rio Che und Jakob Lackner alias El Coba gründeten das rein instrumentale Akustik-Projekt und reisten 2007 als Duo mit ersten eigenen Kompositionen nach Spanien, um in Barcelona auf der Straße zu musizieren. Zurück in Wien lernten sie im Winter 2007 den Geiger Herwig Schaffner, genannt Herwigos, kennen, der sie zum Trio ergänzte.
2008 erschien mit Insight das erste Album des Trios, gefolgt von Cobario Island 2009 und A Vagabond’s Tale 2011. 2013 erschien die CD Cobario – Live in Concert.
Im Jänner 2014 verließ Rio Che das Trio. Mit dem Gitarristen Georg Aichberger, genannt Giorgio Rovere, fanden Herwigos und El Coba einen Nachfolger.
In der neuen Besetzung gewannen sie 2014 den ersten Preis beim Internationalen Straßenmusik-Festival in Ludwigsburg. Beim Preisträger-Konzert gaben sie einige neue Stücke zum Besten, die sie zuvor bei einem Aufenthalt in Ungarn komponiert hatten.
Diese Stücke sind auch auf dem vierten Album der Band, Royal, zu finden.
Auch 2016 und 2018 konnten sie nach einjähriger Pause den ersten Preis beim Internationalen Straßenmusik-Festival in Ludwigsburg gewinnen.
2017 veröffentlichte Cobario das Album 10 Welten. Im Zuge der Albumtour bereiste das Trio zahlreiche Länder, wie Mexiko, Iran, Tunesien uvm. Die Inspirationen dieser Reisen schlugen sich schließlich in neuen Kompositionen nieder, welche 2020 auf dem Album weit weg erschienen. Auf diesem gibt es zum ersten Mal auch Stücke mit Gesang.
Ende April 2022 verließ Jakob Lackner das Trio. Sein Nachfolger wurde Peter Weiss. Während den Intensivproben im Februar 2022 entstanden bereits erste gemeinsamen Kompositionen wie „Lonesome Rider“. Im Juli 2023 erschien das neue Album new dimension. Nach der "Spanish Nights"-Tour gaben sie ein paar Weihnachtskonzerte und ab dem Jahr 2024 folgte die "Strings on Fire!"-Tour. Darüber hinaus gab es am 21. Juli in Stuttgart noch die Premiere zu Vivaldis "Die vier Jahreszeiten" als Trio und mit Sinfonieorchester auf Schloss Kirchstetten im Weinviertel am 14. August. Das Programm besteht aus dem gesamten Zyklus von Antonio Vivaldi und eigenen Stücken von Cobario.
Im ersten Quartal des Jahres 2025 gingen sie mit den Programmen "Wiener Melange", "Strings on Fire!" und Vivaldis "Die vier Jahreszeiten" auf Tour. Am 2./3. Mai 2025 gaben sie zusammen mit der Orchesterinitiative Ingolstadt zwei Konzerte, bei denen sie Vivaldis "Die vier Jahreszeiten" und Eigenkompositionen spielten.

## Diskografie
- 2008: Insight
- 2009: Cobario Island
- 2011: A Vagabond's Tale
- 2013: Cobario – Live in Concert (Live-CD & DVD)
- 2014: Royal
- 2017: 10 Welten
- 2020: weit weg
- 2021: Wiener Weihnacht
- 2023: new dimension (CD & LP)